# Breaking News
Pour plus de détails, voir Fiche technique et Distribution.
Breaking News (signifiant Édition spéciale) (en chinois: 大事件) est un film hongkongais réalisé par Johnnie To, sorti le 10 juin 2004.

## Synopsis
Hong Kong. Une fusillade oppose en pleine rue une équipe de policiers en civils à cinq malfaiteurs, qui parviennent à s'enfuir sous les caméras d'une chaîne de télévision locale. Désarçonnée et sous le feu des critiques et des médias, la police cherche à réagir. Peu de temps après, les malfrats sont localisés dans un immeuble. Décidant de ne pas en rester là avec les médias, l'inspecteur Rebecca Fong, de l'unité anti-gang, décide de transformer l'assaut en show télévisé en équipant le casque des membres du commando de caméras sans fil et de diffuser les images après un rapide montage et illustration musicale. Réduit à deux membres, les malfaiteurs prennent en otage dans son appartement un chauffeur de taxi et ses deux enfants, et sont rejoints par deux autres criminels qui se cachaient dans l'immeuble en attendant l'exécution de leur contrat. Ils décident de contrer le discours médiatique de la police en diffusant via Internet leurs propres photos de l'attaque.

## Fiche technique
- Titre : Breaking News
- Titre original : Dai si gein
- Réalisation : Johnnie To
- Scénario : Chan Hing-kai, Yip Tin-shing
- Producteurs : Cao Biao, Johnnie To, Catherine Chan (associé), Shirley Lau (associé)
- Producteurs exécutifs : John Chong, Yang Bu Ting, Sanping Han (en) (associé), Jiang Tao (administratif), Elos Gallo (consultant)
- Sociétés de production : Media Asia Films, China Film Group, Milky Way Image Company
- Sociétés de distribution : Media Asia Distribution (), Media Asia Films (), Magic Hour (), Palm Pictures ( États-Unis), Pathé ()
- Musique : Ben Cheung, Chung Chi-wing
- Photographie : Cheng Siu-keung
- Montage : David Richardson
- Pays de production : Hong Kong
- Format : Couleurs - 2,35:1 - Dolby Digital - 35 mm
- Genre : action, policier
- Durée : 90 minutes, 88 minutes (version coupée)
- Dates de sortie : 
  - France : 21 mai 2004 (Festival de Cannes)
  - Hong Kong : 10 juin 2004
  - Allemagne : 9 septembre 2004 (Festival international du film d'Oldenbourg)
  - Canada : 16 septembre 2004 (Festival international du film de Toronto)
  - Japon : octobre 2004 (Festival international du film de Tokyo)
  - Belgique : 8 octobre 2004 (Festival international du film de Flandre-Gand)
- Classification cinématographique :   France : tous publics avec avertissements[1]

## Distribution
Sauf indication contraire, les informations mentionnées dans cette section peuvent être confirmées par la base de données cinématographiques IMDb,  présente dans la section « Liens externes ».
- Richie Ren : Yuen
- Kelly Chen : inspecteur Rebecca Fong
- Nick Cheung : inspecteur Cheung
- Cheung Siu-fai : Eric Yeung
- Hui Shiu-hung : Hoi
- Lam Suet : Yip
- Yong You : Chuan
- Haifeng Ding : Long
- Haitao Li : Chung
- Simon Yam : C.K. Wong
- Maggie Siu : Grace Chow

Par ordre alphabétique :
- Moon-Yuen Cheung : reporter télé
- Mo-Chan Chik : flic du CID (non crédité)
- Chi Keung Chow : officier de police (non crédité)
- Lee Wah Chu : chef de police Yin (non crédité)
- Alan Chung San Chui : Cible de Chuan (non crédité)
- Chung Wai Ho : Assistant de Grace Chow (non crédité)
- Hoi Chau Ho : Grade du nord de la cible (non crédité)
- Wai Leung Hung : Piéton au feu (non crédité)
- Hak-Shing Keung : Xin (non crédité)
- Wong Yin Keung : flic du CID (non crédité)
- Yuk-Keung Kwok : policier (non crédité)
- Ching Ting Law : Biker (non crédité)
- Man Fan 'Fanny' Lee : Reporter télé (non crédité)
- Frank Michael Liu : flic du CID (non crédité)
- Mei-Seung Pang : mère du policier tué à la télévision (non crédité)
- Kon Chung Tam : flic lanceur de tasse à la télévision (non crédité)
- Pui Chung Tong : Grade du nord de la cible (non crédité)
- Sau-Ming Tsang : policier renvoyé (non crédité)
- Wai Yin Tse : flic du CID (non crédité)
- Chi Wai Wong : Wong (non crédité)
- Man-Chun Wong : Flic (non crédité)
- Parkman Wong : commandant du PTU (non crédité)
- Wah Wo Wong : Cheveux blancs (non crédité)

## Distinctions

### Récompenses
- Festival du film de Changchun (2005)
  - Meilleur réalisateur : Johnnie To
- Golden Horse Film Festival 2004
  - Meilleur réalisateur : Johnnie To
  - Meilleur montage : David M. Richardson
- Hong Kong Film Critics Society Awards 2005
  - Prix du film du mérite
- Festival international du film de Catalogne 2004
  - Meilleur réalisateur : Johnnie To

### Nominations
- Golden Horse Film Festival 2004
  - Meilleur long métrage
  - Meilleure action chorégraphique : Bun Yuen
  - Meilleurs effets visuels : Stephen Ma
- Hong Kong Film Awards 2005
  - Meilleure image
  - Meilleur réalisateur : Johnnie To
  - Meilleur second rôle féminin : Maggie Siu
  - Meilleur montage : David M. Richardson
- Festival international du film de Catalogne 2004
  - Meilleur film

## Autour du film
- Un remake russe est sorti en 2009 sous le titre Горячие новости (nouvelles brûlantes).
- Dans une interview de 2004, Johnnie To affirme que son film révèle les paradoxes des médias, qui diffusent des informations contradictoires. Il dit s'inquiéter de la désinformation qui empêche de distinguer ce qui est vrai ou non. Il conçoit la presse comme une potentielle arme redoutable lorsqu'elle est aux mains du pouvoir, puisque les médias peuvent édulcorer les faits pour masquer une réalité plus cruelle[réf. souhaitée].
- Ce film reflète aussi une inquiétude quant à l'avenir lié aux médias qui risquent de créer des conflits entre hors la lois et policiers, entre la police et l'opinion publique, d'autant plus qu'il suffit désormais d'un simple téléphone portable pour capter des images et les partager[réf. souhaitée].
- Le réalisateur dit s'être plongé dans l'esprit de malfaiteurs pour imaginer le lieu de tournage. Selon lui, les vieux immeubles de Hong Kong très étroits et labyrinthiques sont un avantage pour les malfrats qui peuvent s'y cacher et se mêler aux habitants[2].